# Nanna diplisticta
Nanna diplisticta – gatunek motyla z rodziny mrocznicowatych i podrodziny niedźwiedziówkowatych.
Gatunek ten opisany został w 1911 roku przez George'a Thomasa Bethune-Bakera jako Ilema diplisticta. Jako miejsce typowe wskazał on Gunnal.
Ciało żółtawe. Samiec ma przednie skrzydła kremowobiałe z niewyraźnymi ciemnymi plamkami, a tylne brudnobiałe i bez plamek. Samica ma przednie skrzydła szarawobiałe z wyraźnymi plamkami, a tylne jasnoszare i bez plamek. Samce mają narządy rozrodcze o dobrze widocznym processus basalis plicae, nie krótszym niż połowa długości walw, prawie prostym i krótszym niż supervalva. Supervalva co najmniej tak długa jak ala valvae, które są gładko zagięte i ścięte. Unkus długi i silny.
Motyl afrotropikalny, znany z Kamerunu, Angoli i Nigerii.